# Evangelische Stadtkirche Lüttringhausen

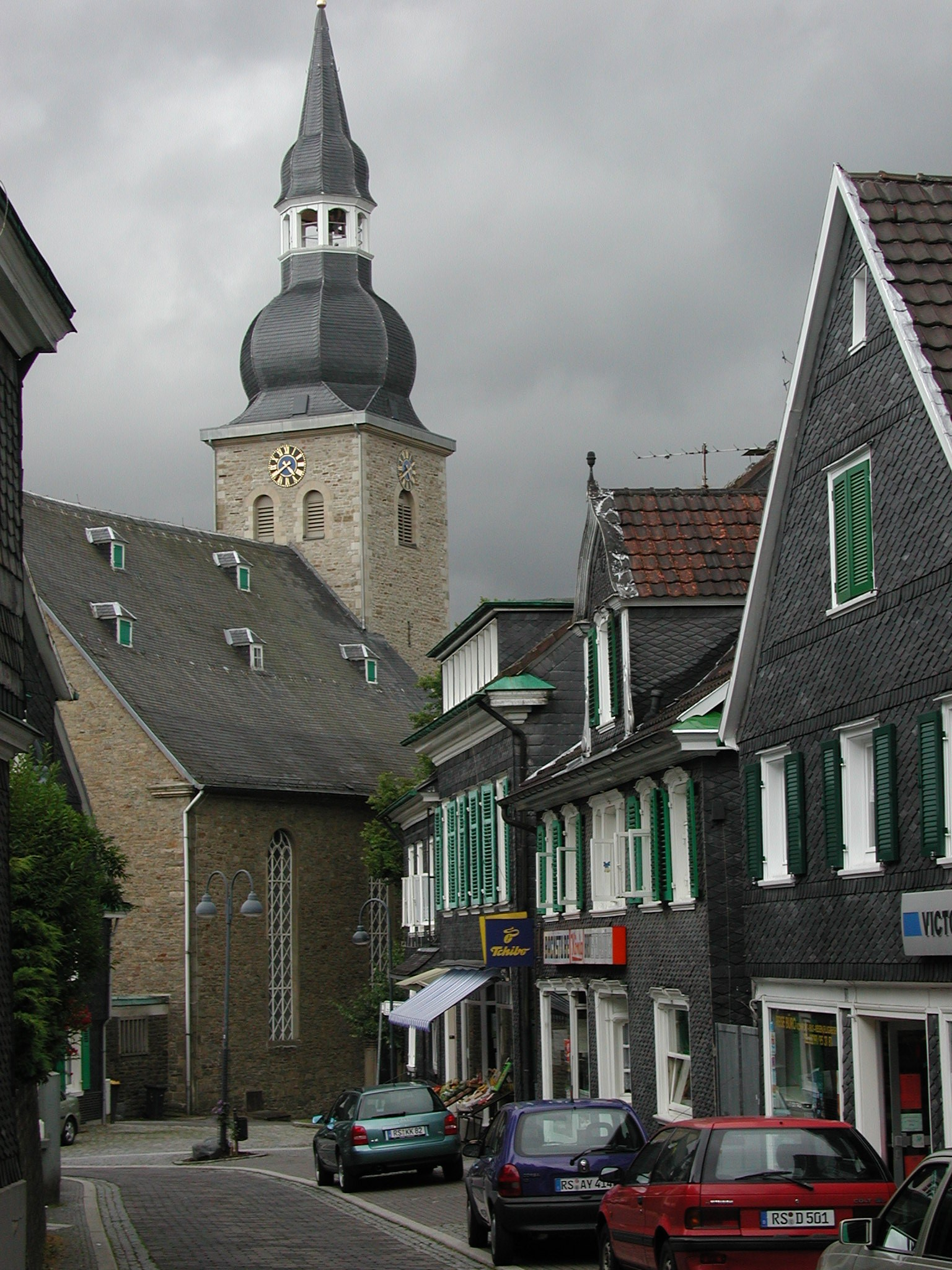
Evangelische Stadtkirche Lüttringhausen

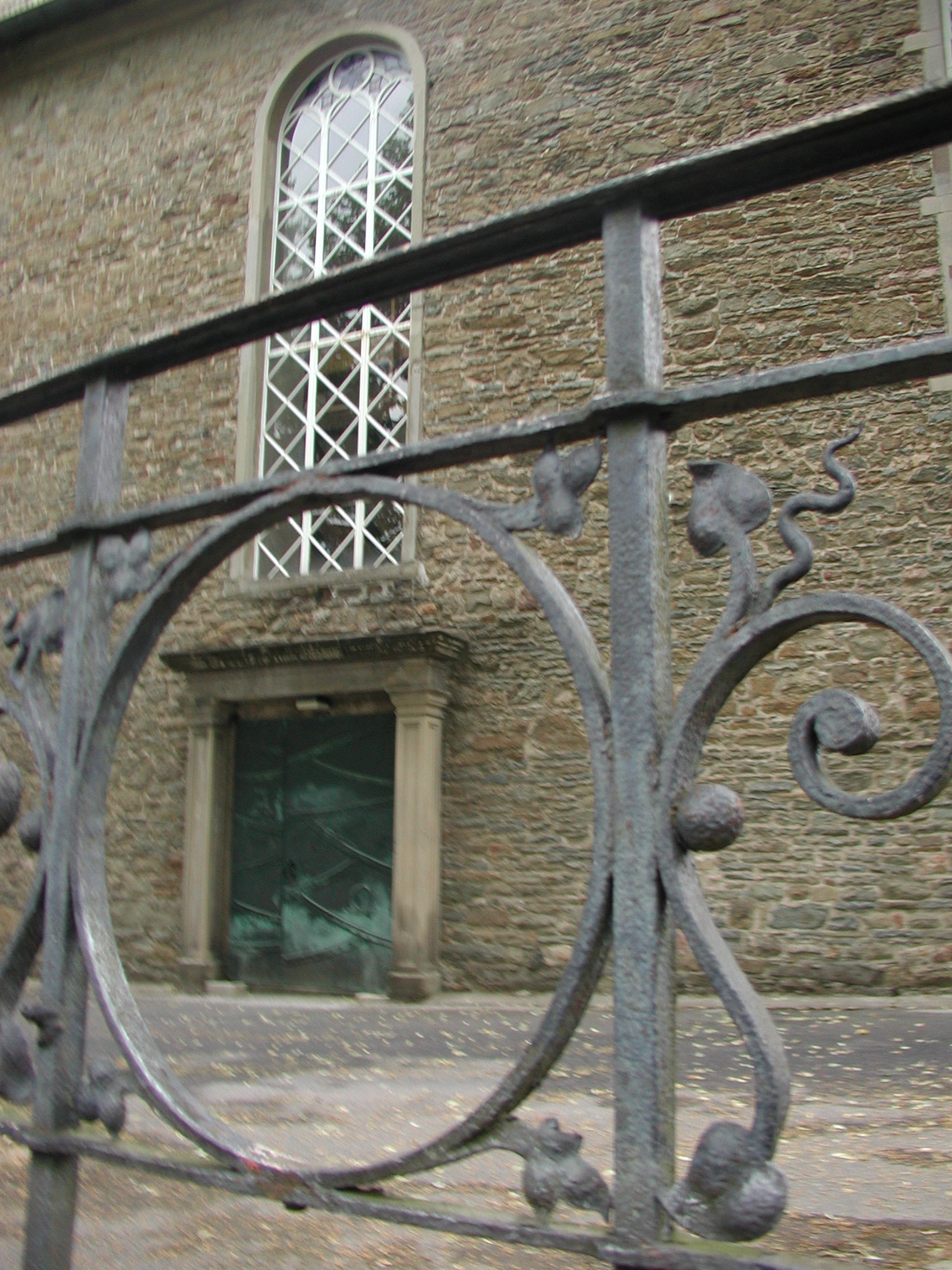
Evangelische Stadtkirche Lüttringhausen, seitliche Ansicht

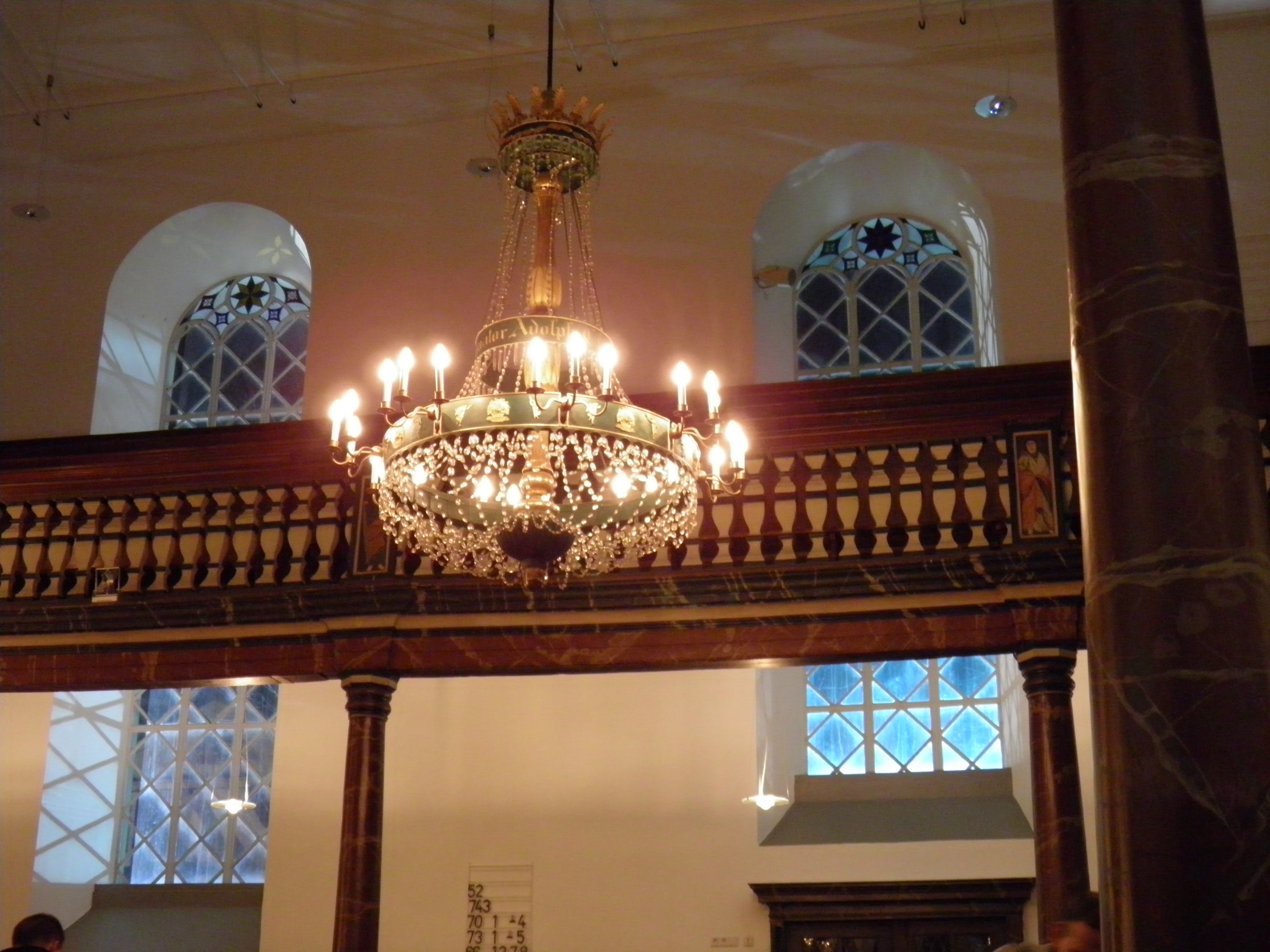
Clarenbach-Leuchter in der Evangelischen Stadtkirche Lüttringhausen

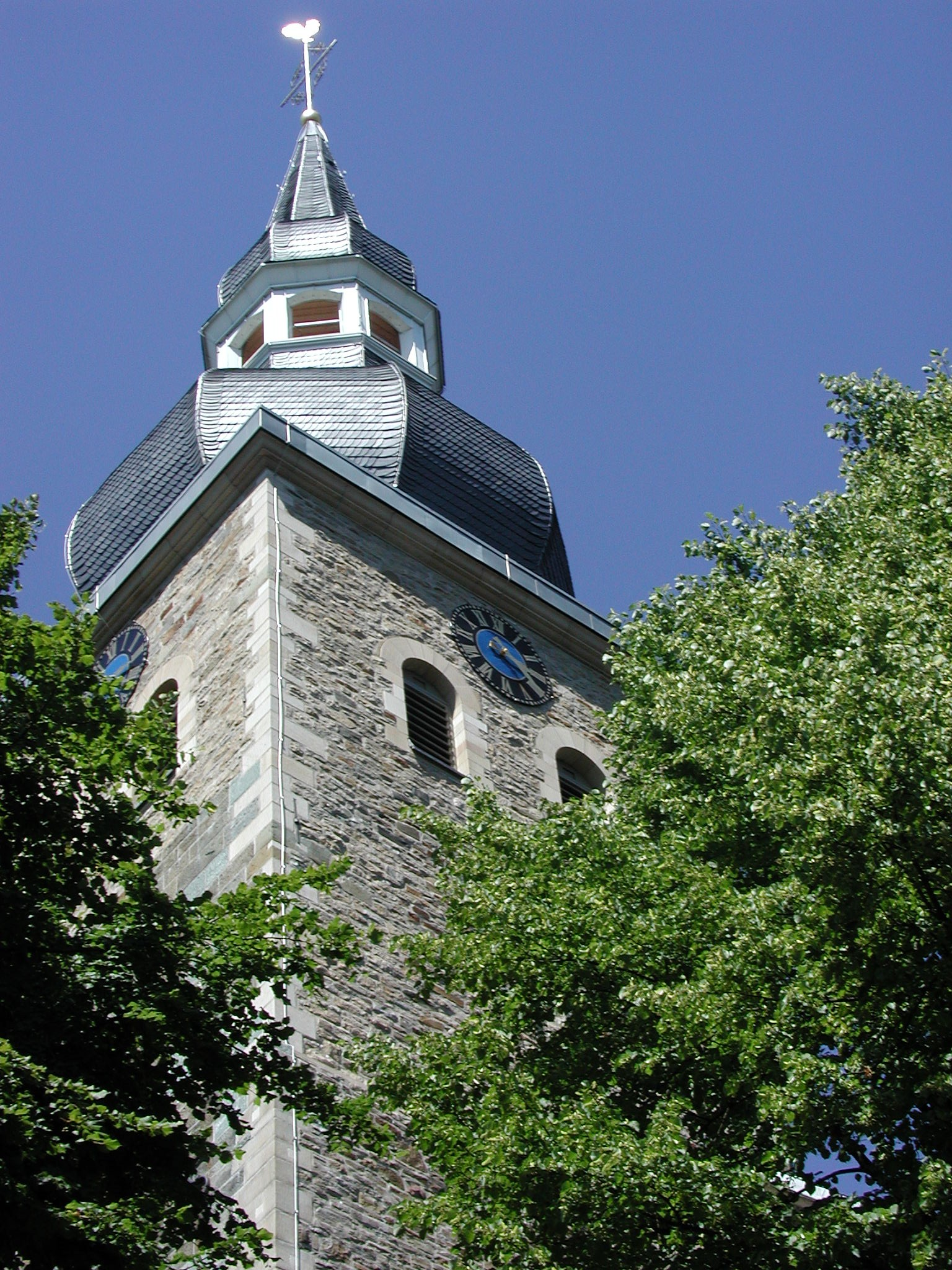
Ev. Stadtkirche Lüttringhausen

Die Evangelische Stadtkirche ist der älteste, heute noch bestehende Sakralbau in Lüttringhausen. Aus der Betrachtungssicht vom Westen her stellt sie das dominierende Bauwerk im Altstadtensemble dar. Die Kirchengemeinde gehört zum Kirchenkreis Lennep der Evangelischen Kirche im Rheinland.

## Lage
Die Kirche liegt im südlichen Ortszentrum von Remscheid-Lüttringhausen, einer bis 1929 selbständigen Kleinstadt im ehemaligen Landkreis Lennep, die heute teilweise ein Ortsteil und Stadtbezirk der kreisfreien bergischen Großstadt Remscheid in Nordrhein-Westfalen ist; andere Teile Lüttringhausens gehören heute zu Wuppertal.
Das Kirchengebäude steht etwa dort, wo Richthofenstraße und Gertenbachstraße aufeinandertreffen. Das Kirchenschiff mit Sakristei und Glockenturm überragt die historischen Gebäude der Altstadt von Lüttringhausen. An dem kleinen, zwischen der Kirche und dem Gemeindehaus gelegenen und gepflasterten Platz ist der Haupteingang. Der Platz wurde nach dem im Ort geborenen evangelischen Pfarrer und Märtyrer der Bekennenden Kirche, Ludwig Steil, benannt. Hinter dem Gemeindehaus befindet sich die Freilichtbühne des Ortes. Das etwa ovale Kirchengelände wird im Osten, Süden und teilweise im Westen von einer Umfassungs- und Stützmauer eingefasst.

## Geschichte
Eine Kirche gab es an dieser Stelle bereits im Jahre 1300. Ein Pfarrer mit dem Namen „Johann, Kerckher zu Lütterkußen“ ist für das Jahr 1365 benannt. Für das Kirchdorf und die vier Honschaften Erbschloe, Hohemhagen, Walbrecken und Garschagen gab es das beschriebene Gotteshaus. Im Dreißigjährigen Krieg war die Kirche mancherlei Gewalteinwirkungen ausgesetzt. So wird berichtet, dass 1634 schwedische Truppen mit Gewalt in die Kirche eindrangen und die „Schöffenkiste“ zertrümmerten.
Im Jahr 1627 hatten die Jesuiten aus Glaubensgründen die Kirche in Beschlag genommen. Aber die Lüttringhauser Protestanten gaben nicht auf und hielten „in der Diepmannsbach“ die Gottesdienste. Ob die schwedischen Truppen auch die Jesuiten vertrieben, ist nicht urkundlich belegt.
Am Nachmittag des Neujahrstages 1703 ritt ein angetrunkener Dragoner namens Giesbert Wolff in die Kirche und störte den Gottesdienst. Kräftige Männer setzten ihn aber an die Luft. Seiner Strafe entging der Ruhestörer nur deshalb, weil sich die Lüttringhauser für Milde einsetzten.
Die ursprüngliche mittelalterliche Kirche brannte zweimal. Nach dem Brand im Jahr 1536 gab es „große Schäden“, die sich allerdings reparieren ließen. Am 25. Juli 1733 brannte sie jedoch samt dem größten Teil des damaligen Dorfs restlos ab. 1734 wurde der Entschluss gefasst, über den Trümmern einen für damalige Verhältnisse modernen Bau zu errichten. Es wurde eine Saalkircheu, 23,5 m lang und 18,4 m hoch mit einer gewölbten Decke. Ursprünglich lag der „Kirchhof“, wie der Friedhof früher genannt wurde, rund um das Kirchengebäude. Durch einen Blitzschlag nahm der Turm 1861 Schaden, konnte aber bald wiederhergestellt werden. Eine Jahreszahl am Turm erinnert an die Renovierung im selben Jahr.
Die Kirche wurde als reformatorischer Sakralbau errichtet und gilt weithin als Meisterwerk des Bergischen Barocks. Im Laufe der letzten 60 Jahre wurde das Gebäude mehrmals baulich repariert und saniert.

## Beschreibung
Der im Barockstil erbaute einschiffige Kirchenbau mit dem im Südsüdwesten stehenden Turm erstreckt sich Richtung Nordnordost. Er wurde aus unverputzten Bruchsteinen errichtet und hat zwei Etagen mit einem schiefergedeckten Satteldach und beiderseits jeweils fünf Dachgauben auf zwei Ebenen. Angebaut ist die Sakristei, auf deren Dach ein Posaunenengel prangt.
Der ebenfalls aus Bruchsteinen erbaute und annähernd quadratische Kirchturm überragt das Kirchenschiff deutlich. In der obersten der gemauerten Etagen steht der Glockenstuhl, erkennbar an den Schallöffnungen. Unmittelbar drüber befindet sich die Turmuhr mit Zifferblättern an allen vier Seiten. Über dem aus Mauerstein erbauten Turmschaft erhebt sich der dreistöckige Turm mit einer geschweiften Zwiebelhaube und einer achtseitigen Laterne sowie einem vergoldeten Hahn auf der Spitze. Altar, Kanzel und Orgel liegen wie in vielen bergischen Barockkirchen übereinander. 1736 wurde die erste Orgel bei Johannes Streffing in Datteln in Auftrag gegeben. Bemerkenswerte Besonderheiten sind Tafelbilder Jesu und der Apostel. Ebenso sind die Kirchenbänke der ehemaligen Lehnsherren von Bottlenberg noch vorhanden. Sie stehen links und rechts neben dem Haupteingang und werden von den Lüttringhausern „Lehnshüsker“ genannt.
Das Portal und die Seitentüren der Kirche schuf der einheimische Künstler Ernst Oberhoff, der im Kirchspiel Lüttringhausen zu Hause war. Bis in die 1950er Jahre gab es nur einfache Holztüren mit großen Schlössern. Während des Neu-Pietismus wurden die Wände und Decken weiß getüncht und drei Leuchter geschwärzt.
Der prächtige Clarenbach-Leuchter stammt aus dem Jahr 1829; er wurde 300 Jahre nach dem Flammentod Adolf Clarenbachs aufgehängt.
1960 bis 1964 kamen bei Restaurierungsarbeiten die alten Farben wieder ans Tageslicht.

## Glocken
Die „Ewigkeitsglocke“, die 1736 von dem Kölner Gießer Johann Heinrich Dinkelmayer aus Bronze vor dem Kirchenschiff gegossen wurde, hat alle Kriege überdauert, während die beiden anderen Glocken am 1. Juli 1917 abgeliefert werden mussten, um sie für Rüstungszwecke einzuschmelzen. Später wurden sie von F. W. Rincker aus Sinn ersetzt.  Die beiden kleineren Glocken wurden bei F. W. Rincker in Sinn gegossen und kamen am 8. April 1920 in Lüttringhausen an. Die mittlere Glocke (Gebetsglocke) bekam den Namen „Heiland“, die kleinste Glocke (Rufglocke) den Namen „Heimat“. Die größte in der Reihe des Geläuts und erhalten gebliebene trug fortan den Namen „Clarenbach“.
Die im Zweiten Weltkrieg beschlagnahmte Ewigkeitsglocke entging durch einen Zufall dem Einschmelzen. Sie fand sich später in Hamburg auf einem „Glockenfriedhof“ wieder.
Seit 1924 werden die Glocken elektrisch bewegt. Am Heiligen Abend und am Morgen des ersten Weihnachtstages ab 3.30 Uhr gibt es hier immer noch den Brauch des Beierns. Im Rahmen der Ökumene wurde 2012 anlässlich des ökumenischen Gemeindefestes erstmals an der evangelischen Stadtkirche und an der ganz nahe gelegenen Kirche „Heilig Kreuz“ im Wechsel gebeiert.

## Orgel
Nach dem Stadtbrand bestellte die Gemeinde 1736 bei dem „Orgelmacher“ Johannes Streffing aus Datteln die erste Orgel. Der Preis betrug 775 Rheinlandtaler. Bis 1881 war das Instrument durch verschiedenste Umstände regelrecht verfallen.
„Das historische Gehäuse wird jedoch zu einem Neubau der Orgel mit 25 Registern auf zwei Manualen und Pedal mit Kegelladen und mechanischer Traktur“ durch den Frankfurter Orgelbaumeister Wilhelm Sauer benutzt. Der Preis betrug im Jahre 1891 10.000 Mark.
Am 31. Dezember 1971 wurde die heutige Orgel aus der Werkstatt von Rudolf von Beckerath Orgelbau in Hamburg eingeweiht.
Der am längsten in Lüttringhausen wirkende Kantor war Jürgen Harder, der von 1970 bis 2012 dieses Amt versah.
2017 wurde die Orgel vom Hersteller Beckerath überholt.

## Denkmalschutz
Das Kirchengebäude wurde am 20. Oktober 1984 als Kulturdenkmal mit der Nummer 294 in die Denkmalliste der Stadt Remscheid eingetragen; im März 1986 erfolgte der Eintrag des Ehrenmals. Im Oktober 2000 wurden der Kirchhof und die Kirchenmauer unter Denkmalschutz gestellt.

## Galerie

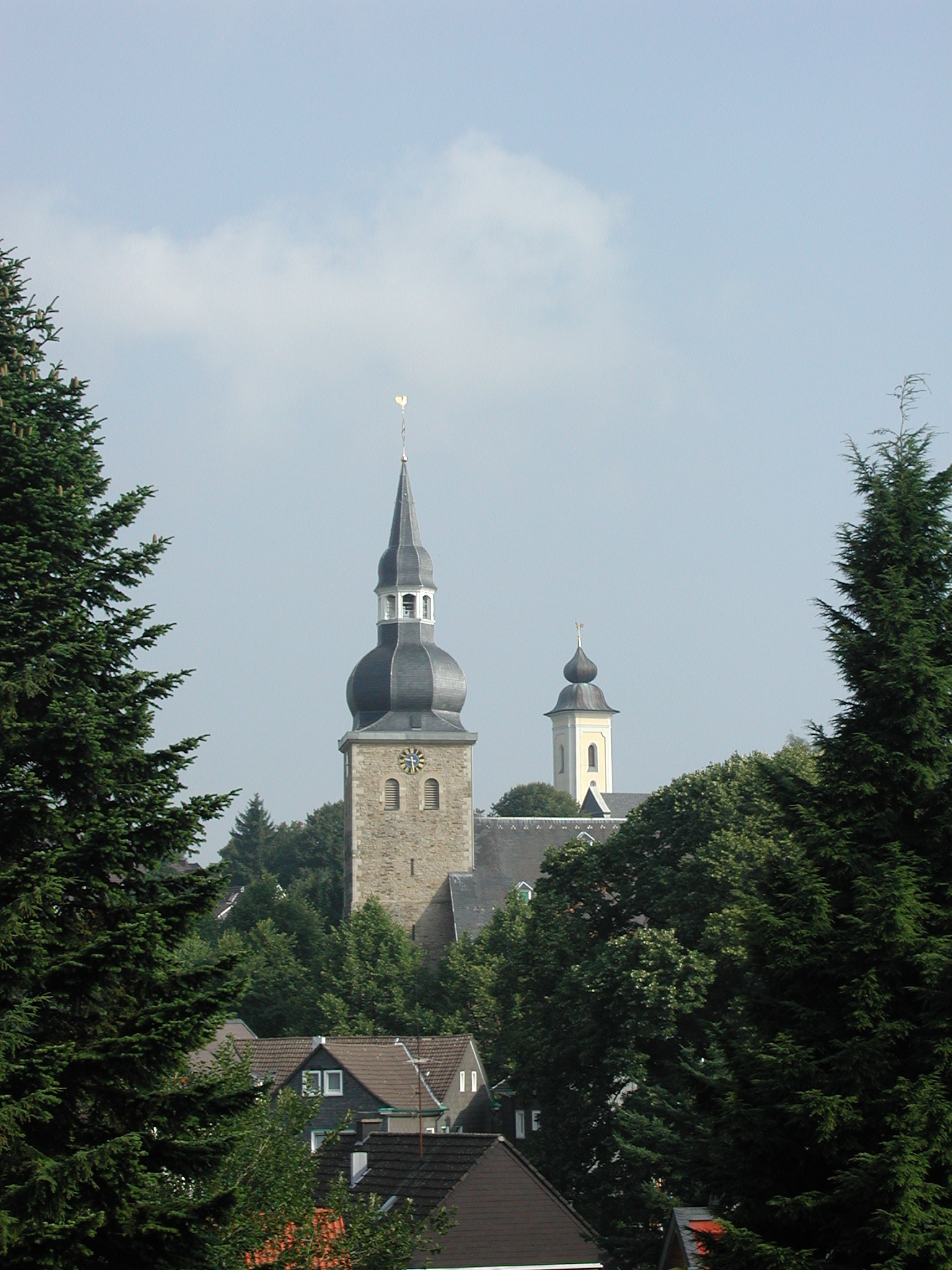
Evangelische Stadtkirche Lüttringhausen mit Heilig Kreuz-Kirche
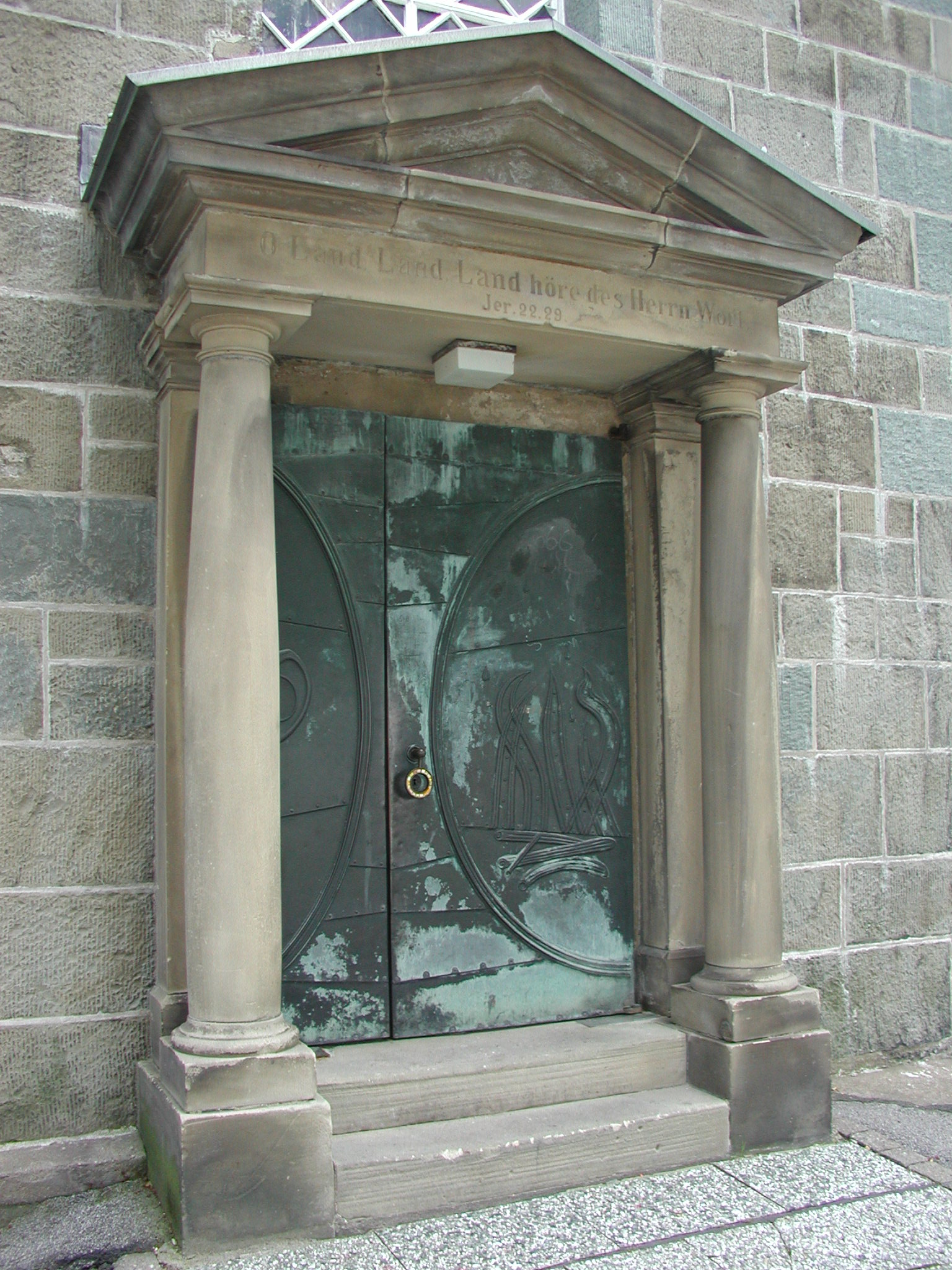
Ernst Oberhoff: Tür der evangelischen Stadtkirche Lüttringhausen
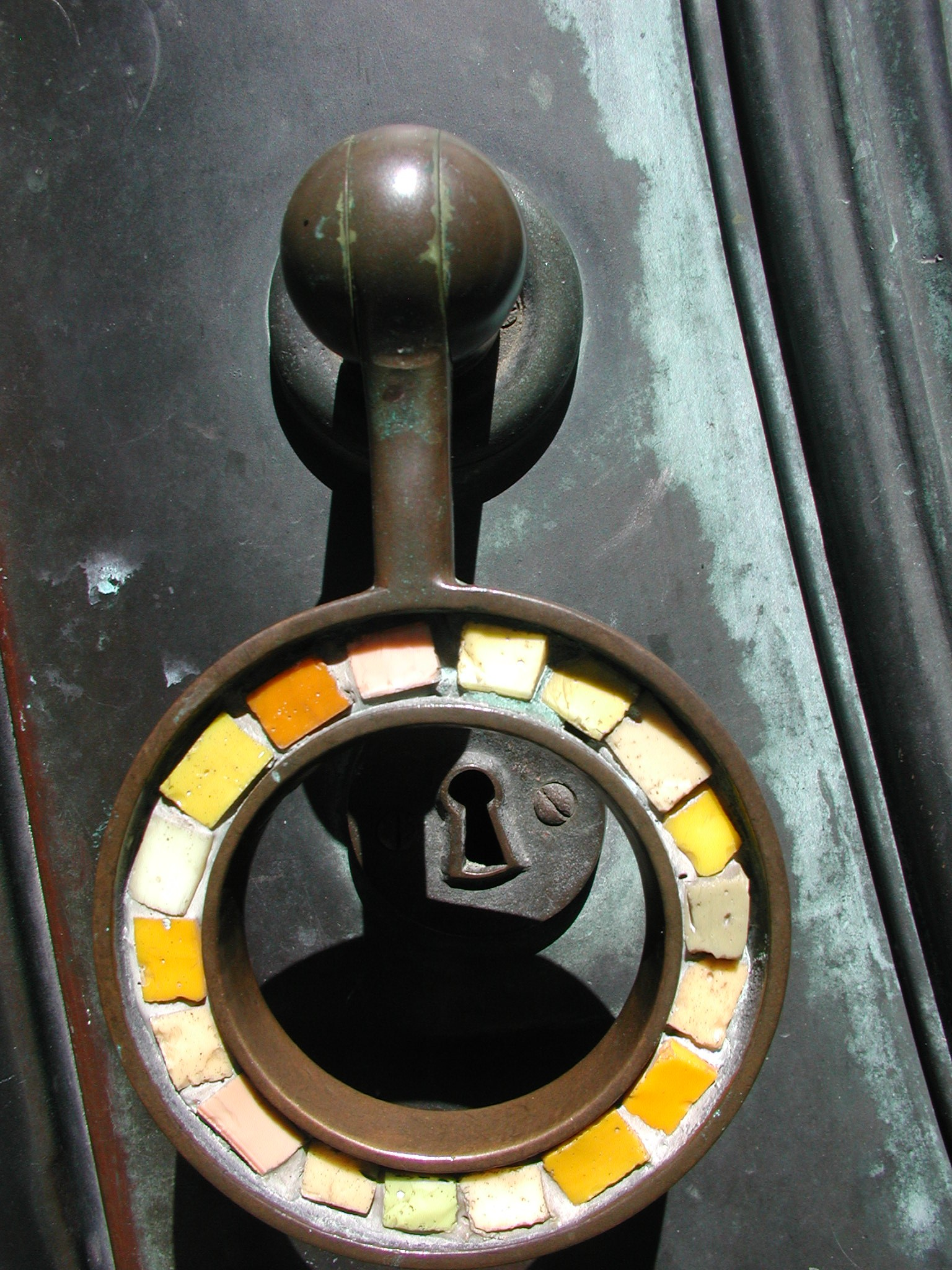
Ernst Oberhoff: Türgriff der evangelischen Stadtkirche Lüttringhausen
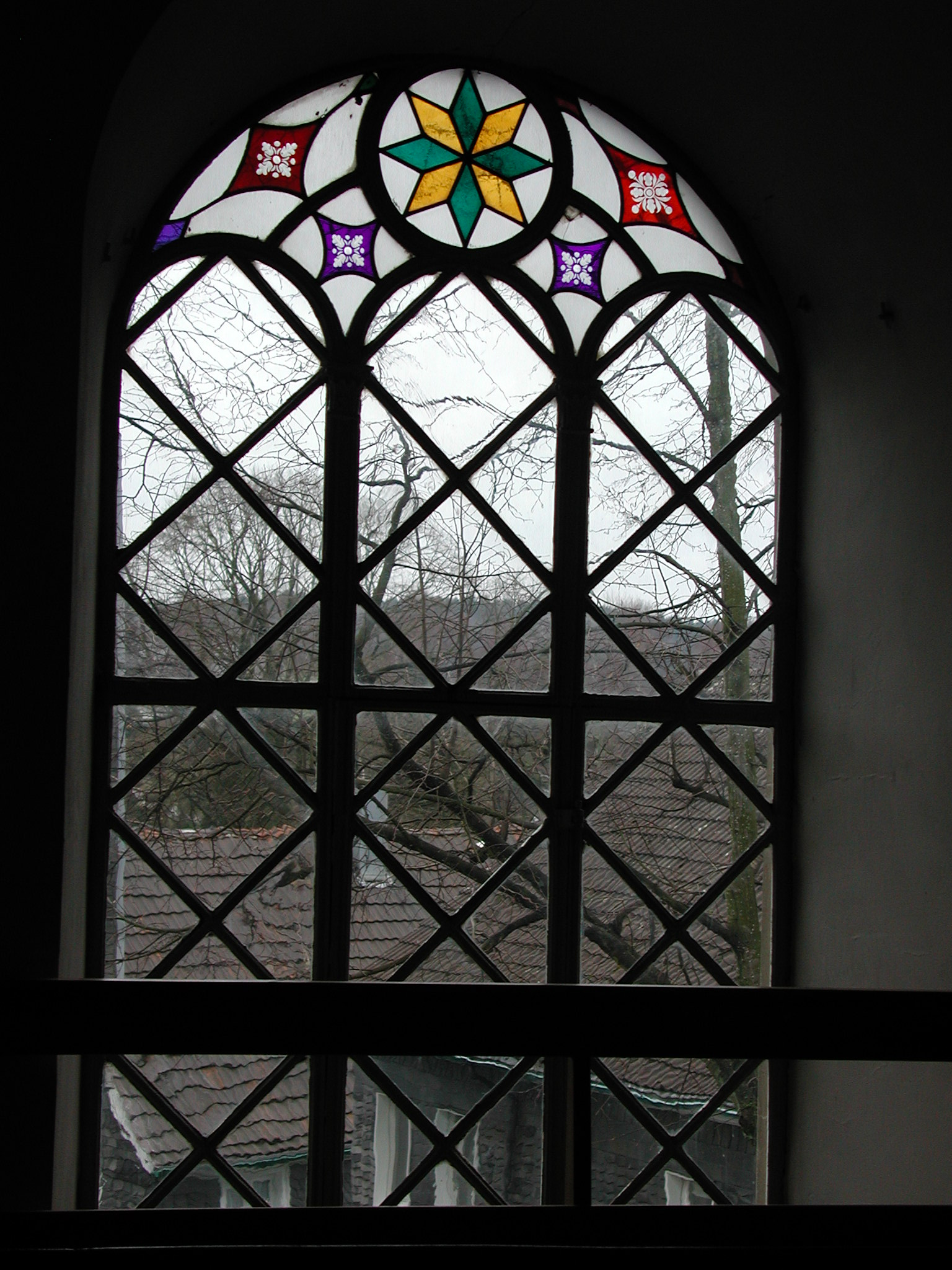
Fenster
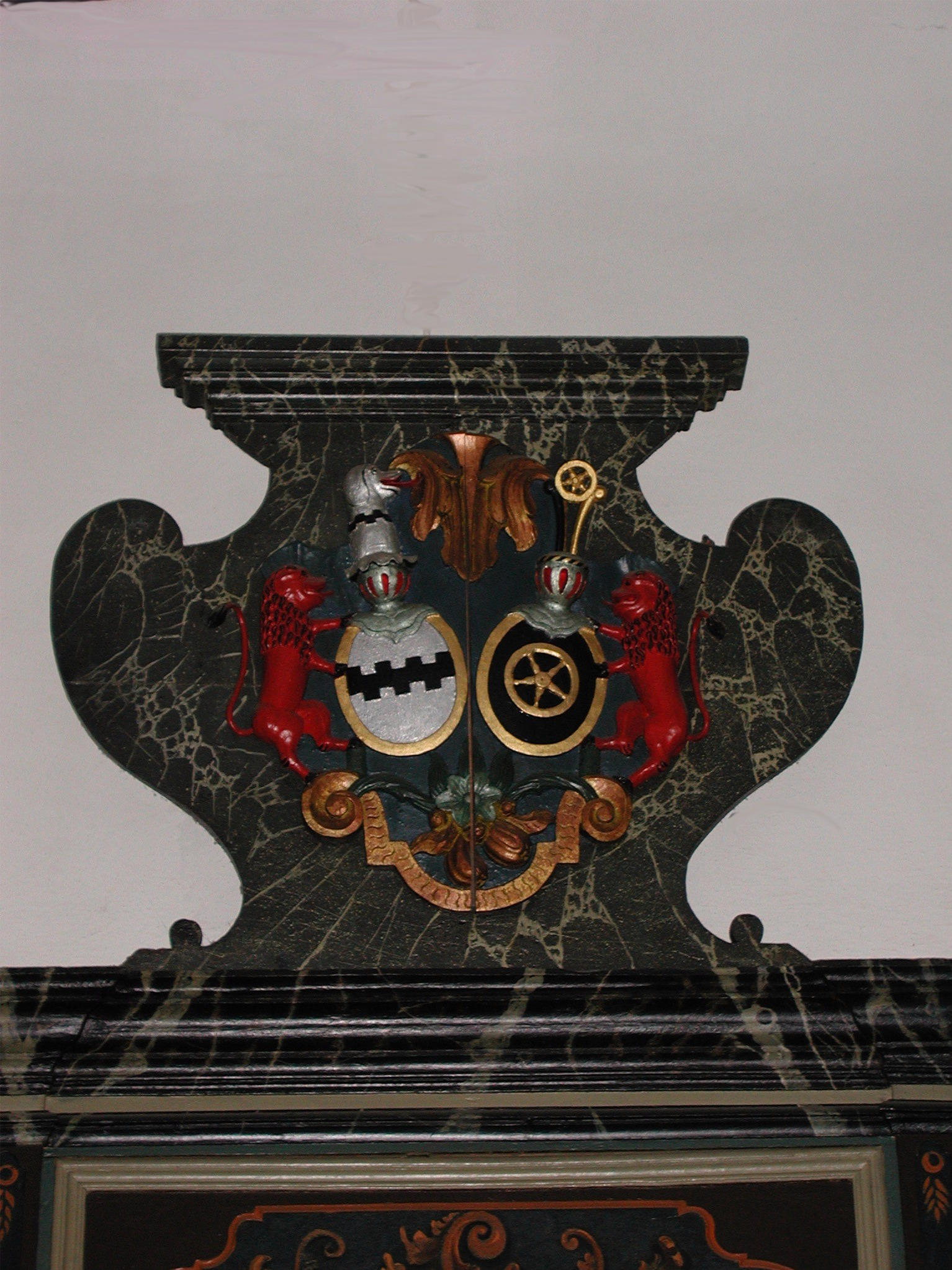
Wappen derer von Bottlenberg
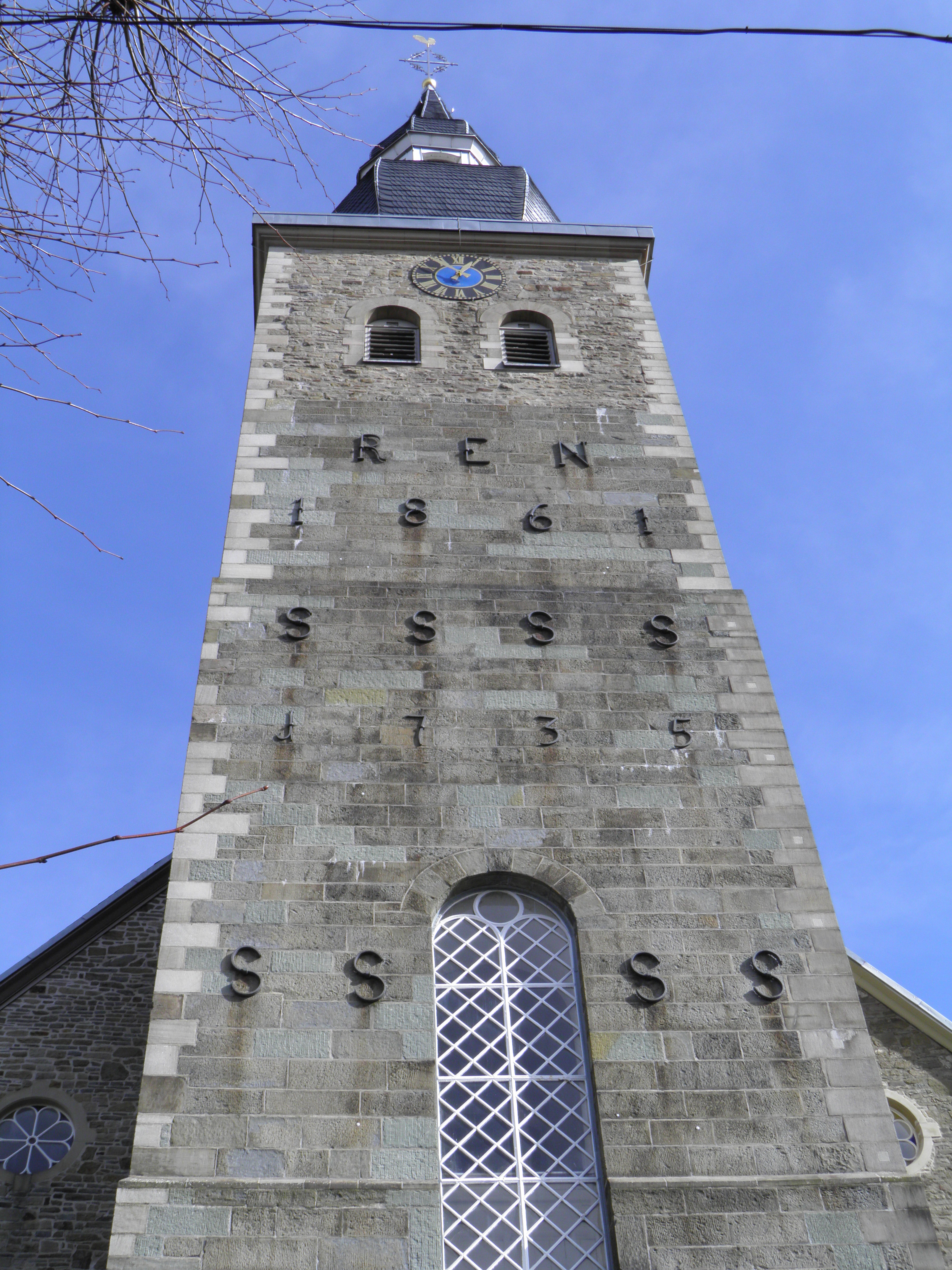
Turm der ev. Kirche Lüttringhausen
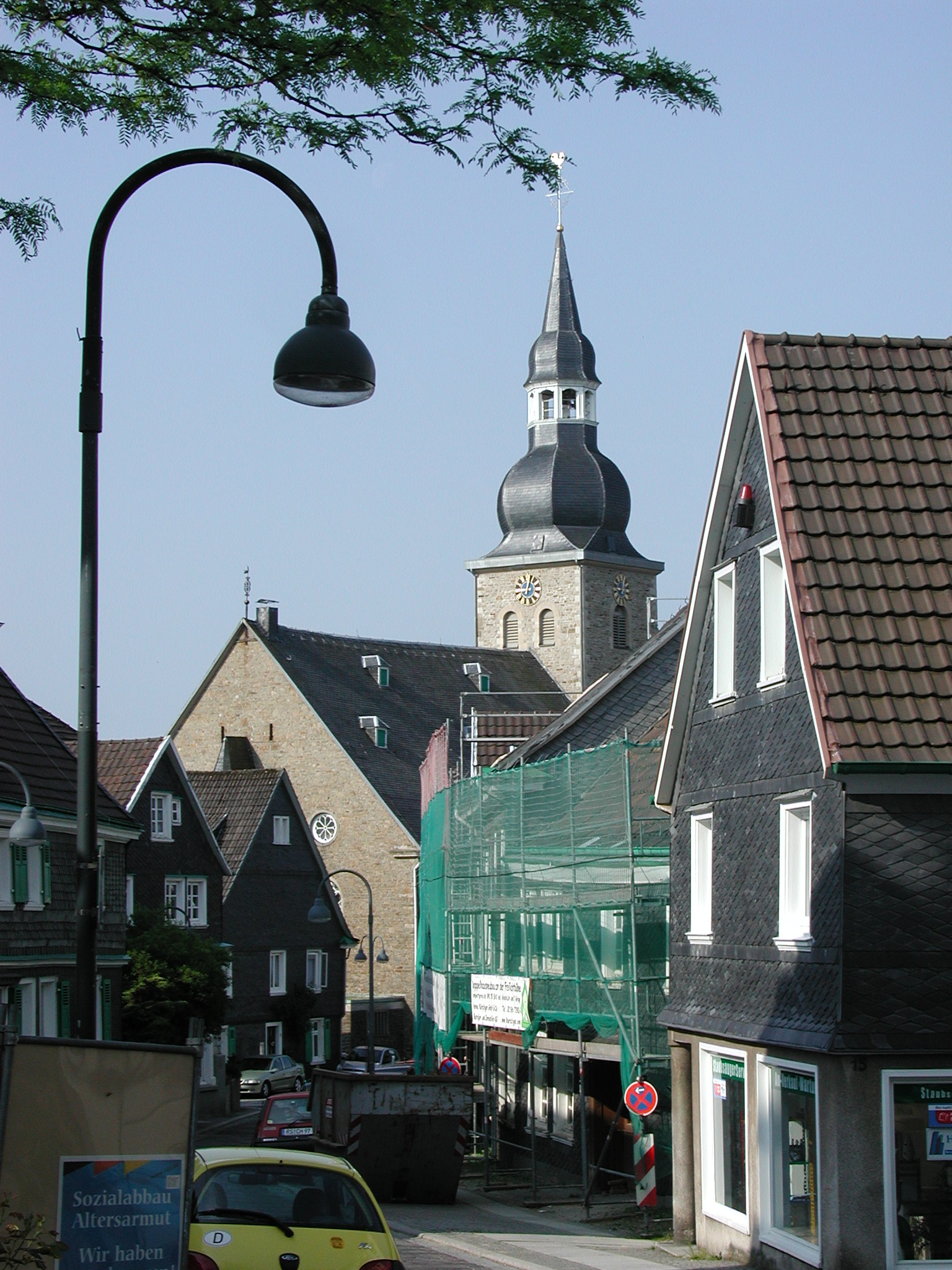
Kirche im Dorf